# Мичурин, Ермингельд Митрофанович
Ерминге́льд Митрофа́нович Мичу́рин (1860, Нижний Новгород — 5 августа 1936, Горький) — русский архитектор XIX—XX вв., автор многих примечательных строений Нижнего Новгорода. Потомок знаменитого нижегородского купеческого рода Мичуриных (краевед Н. И. Храмцовский в своём  «Кратком очерке истории и описании Нижняго-Новгорода» (1859) многократно упоминает дома «почетного гражданина В. К. Мичурина»).

## Биография
Родился в семье нижегородского художника и фотографа Митрофана Кириаковича Мичурина. Мать Анфиса Дмитриевна назвала сына в честь святого Герменегильда. В 1897 году Мичурин с серебряной медалью окончил Санкт-Петербургский институт гражданских инженеров и поступил в строительное отделение Нижегородского губернского правления. В 1910 году был назначен главным архитектором Нижегородской ярмарки. За участие в строительстве здания Государственного банка был награждён орденом Святого Станислава III степени.
Дед Ермингельда, Кириак Климентьевич, был помощником губернского архитектора, руководил земляными работами при прокладке Зеленского и Похвалихинского съездов, строительстве казарм, ремонте ярмарочных мостов и зданий. Отец, Митрофан Кириакович, основал и много лет был председателем Нижегородского общества любителей художеств и школы живописи при нём.

## Здания, построенные по проекту или при участии Мичурина в Нижнем Новгороде
| Здание, сооружение                                       | Изображение           | Год завершения строительства | Описание |
| -------------------------------------------------------- | --------------------- | ---------------------------- | --- |
| Читальня в Лубянском саду Нижегородской ярмарки          |                       | 1904                         | Восьмиугольный павильон с большими окнами, куполообразной крышей, окруженный террасой с барьером. Читальни устраивались комитетом попечительства о народной трезвости с целью «предоставления населению возможности проводить свободное время вне питейных заведений». |
| Колокольня Староярмарочного собора                       |                       | 1906                         | В 1899 году появилась угроза разрушения и падения на Спасский храм стоящей рядом колокольни. Новая колокольня в прежнем стиле была сооружена архитекторами П. П. Малиновским и Мичуриным.                                                                              |
| Музей по борьбе с пьянством на ярмарке                   |                       | 1910                         | Музей занимался антиалкогольной просветительской деятельностью в саду «Народная забава» на Нижегородской ярмарке. |
| Государственный банк на улице Большая Покровская, 26     |                       | 1913                         | Автор проекта В. А. Покровский. Стиль модерн. Включает главный корпус, соединенный переходом с жилым домом, дворовые службы, «часозвонню», ограду с коваными воротами-въездами во двор.                                                                                |
| Дворец культуры им. Ленина ул. Октябрьской революции, 33 |                       | 1927                         | Архитекторы Мичурин Е. М., Новиков С. А., Чистов В. А., Полтанов А. Н. |
| Дворец культуры «Красное Сормово» Юбилейный б-р, 32      | Юбилейный бульвар, 32 | 1930                         | Архитекторы Е. М. Мичурин, А. Н. Полтанов. |
| Стадион Локомотив                                        |                       | 1935                         | Первый нижегородский стадион. |
| Жилой дом по ул. Советская, 19/2                         |                       | 1935                         | Стиль: постконструктивизм |
| Дом связи на площади Горького                            |                       | 1938                         | Автор проекта Е. М. Мичурин. Конструктивизм с элементами классицизма. |